# Laura Rudas

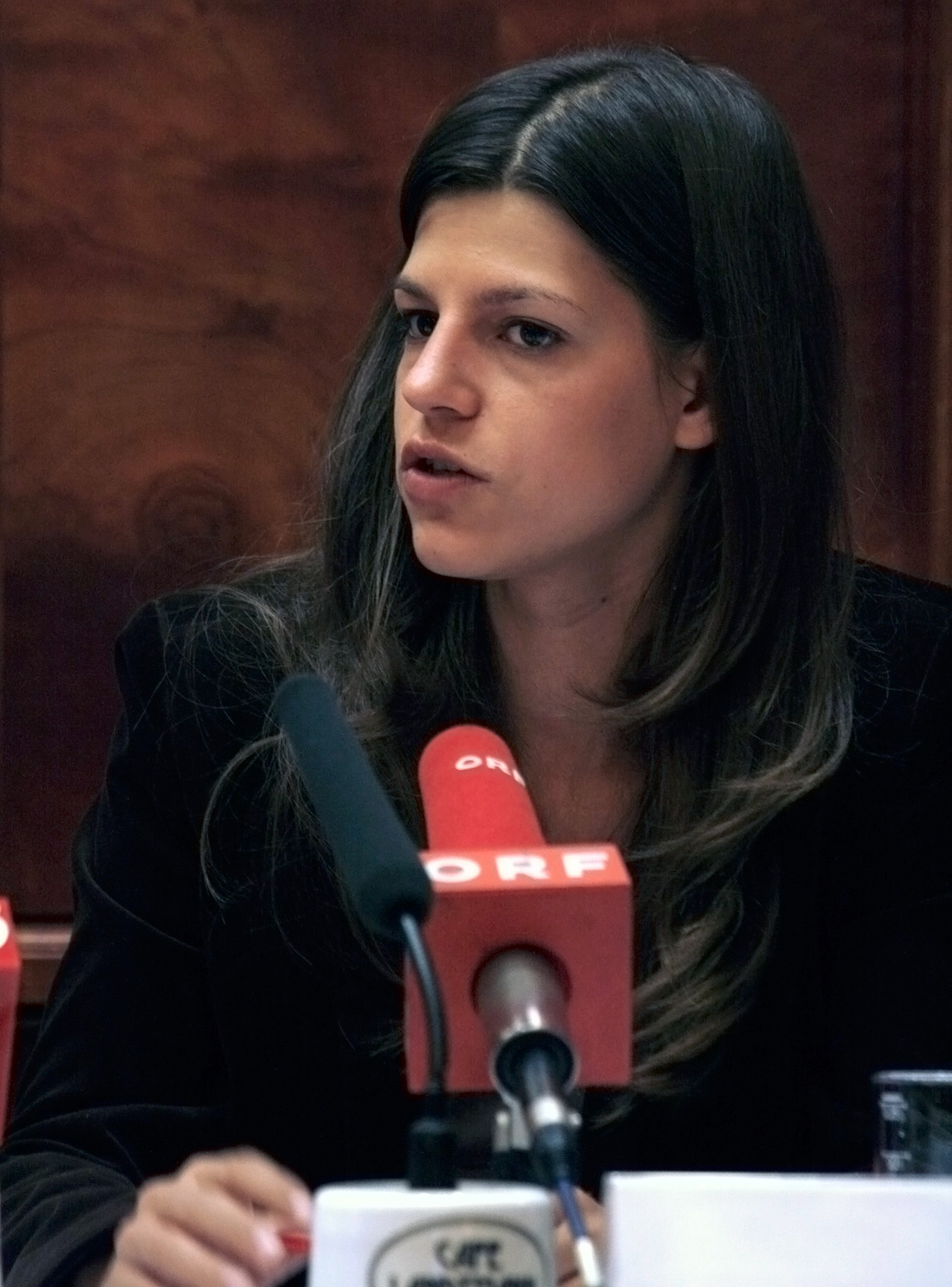
Laura Rudas (2008)

Laura Rudas [ˈrudɒʃ] (* 10. März 1981 in Wien) ist eine ehemalige österreichische Politikerin (SPÖ) und war von Jänner 2007 bis März 2014 Abgeordnete zum Österreichischen Nationalrat und von November 2008 bis Februar 2014 Bundesgeschäftsführerin der SPÖ.

## Biographie
Laura Rudas besuchte nach der Volksschule in Wien ein wirtschaftskundliches Realgymnasium, an dem sie 1999 maturierte. Anschließend studierte sie Politikwissenschaft an der Universität Wien und spondierte im Jahr 2008 mit der Diplomarbeit „Soziale Selektion im österreichischen Schulsystem“.
2014–15 absolvierte Rudas ein einjähriges Studium (MSx, Master of Science in Management for Experienced Leaders) im Sloan Fellows Programm der Stanford University. Anschließend trat sie im September 2015 eine Position als Geschäftsentwicklerin (Business Development) beim amerikanischen Data-Mining-Unternehmen Palantir Technologies in Palo Alto an, das für seine enge Kooperation mit US-Sicherheitsbehörden und -Geheimdiensten bekannt ist.
Neben ihrer Tätigkeit für Palantir Technologies ist Rudas seit Mitte 2020 Verwaltungsrätin im Schweizer Medienkonzern Ringier.

## Politische Laufbahn

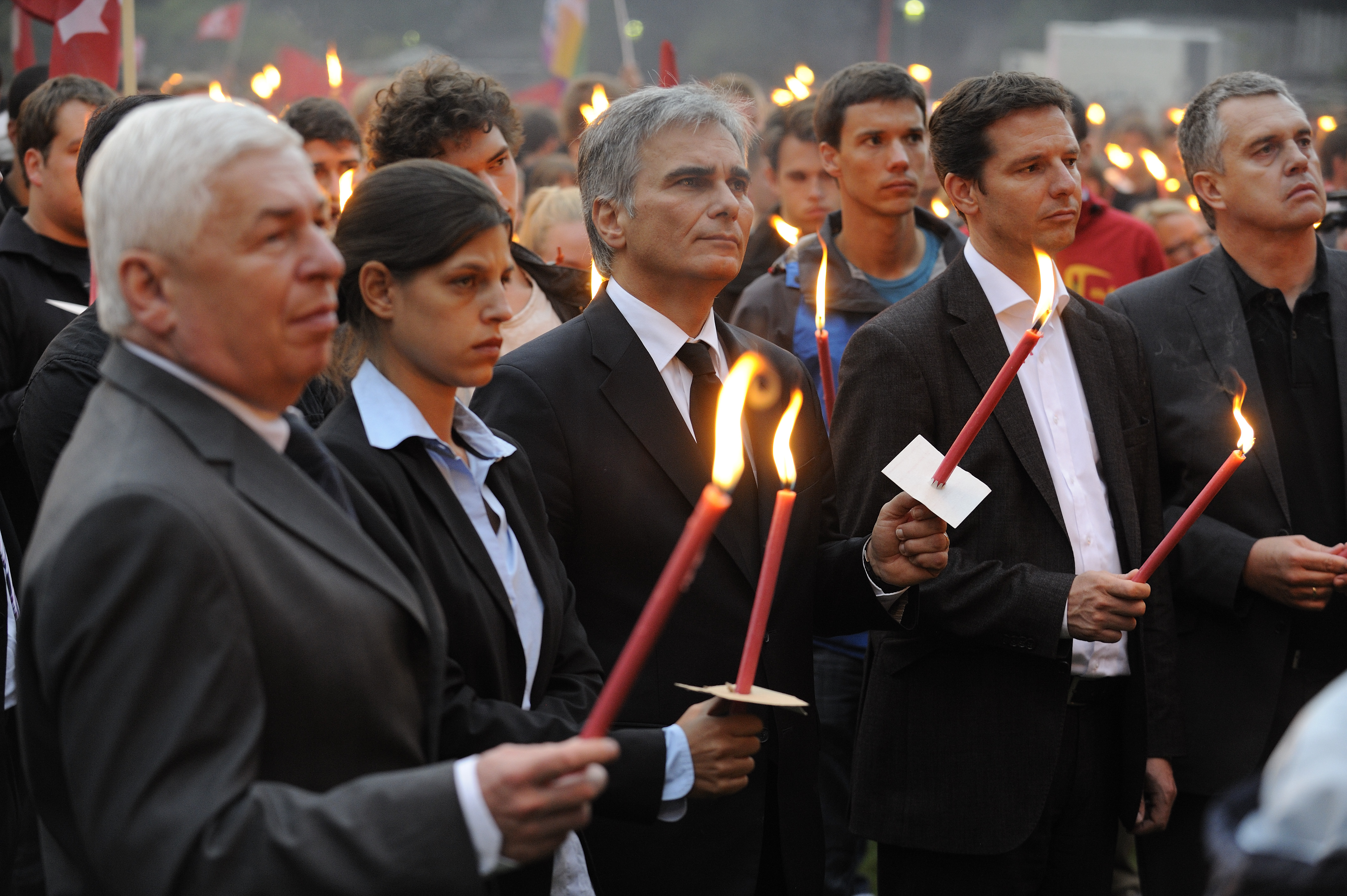
Laura Rudas mit Bundeskanzler Werner Faymann bei der Eröffnung des IUSY World Festivals 2011 in Weißenbach am Attersee

Nach ihrer Matura 1999 begann sich Rudas in der Wiener SPÖ-Bezirksorganisation Rudolfsheim-Fünfhaus zu engagieren und die SPÖ-Bezirksjugendgruppe aufzubauen. Von 2002 bis 2005 war sie Vorsitzende der Sozialistischen Jugend Rudolfsheim-Fünfhaus. Darüber hinaus übt sie mehrere Funktionen auf Bezirksebene aus, so unter anderem im Bezirksfrauenkomitee und als Mitglied des Kinderfreundevorstandes im Bezirk.
Im Jahr 2003 war Rudas Bezirksrätin in Rudolfsheim-Fünfhaus. Von 2004 bis 2007 war sie jüngste Wiener Landtagsabgeordnete und Gemeinderätin. Mit 16. Jänner 2007 wechselte sie als Abgeordnete in den Nationalrat; sie übernahm das Mandat von Doris Bures, die nach der Nationalratswahl 2006 wenige Tage zuvor als Ministerin ohne Portefeuille in die Regierung gewechselt war. Von September 2007 bis November 2008 war sie Kinder- und Jugendsprecherin der SPÖ. Nach der Nationalratswahl im Jahr 2008 übernahm sie am 24. November 2008 gemeinsam mit Günther Kräuter die Bundesgeschäftsführung der SPÖ. Im Dezember 2013, nach der Nationalratswahl 2013, folgte sie Elmar Mayer in der Funktion der Bildungssprecherin der SPÖ.
Am 25. Februar 2014 gab sie bekannt, sich aus allen politischen Ämtern und Funktionen zurückzuziehen, um sich ihrem Studium an der Stanford University zu widmen. Eine anschließende Rückkehr in die Politik plante sie nicht.

## Kritik
Laut dem Informationsdirektor Elmar Oberhauser soll Laura Rudas ihm nahegelegt haben, als zukünftigen TV-Chefredakteur des ORF den SPÖ-nahen Fritz Dittlbacher zu bestellen. Laura Rudas selbst bestreitet eine derartige Einflussnahme. In einer Serie von Sketchen in der ORF-Kabarettserie Wir Staatskünstler wurden vermeintliche Beeinflussungsversuche von Rudas und Niko Pelinka auf das öffentliche Rundfunkprogramm parodiert. Rudas wurde dabei von der Schauspielerin Claudia Kottal verkörpert.

## Familie
Laura Rudas ist die Tochter des österreichischen Psychiaters und Begründers der Wiener Psychiatriereform Stephan Rudas und Nichte des ehemaligen SPÖ-Bundesgeschäftsführers Andreas Rudas.

## Privatleben
Seit Anfang 2012 ist Laura Rudas mit dem Internet-Unternehmer Markus Wagner liiert, im November 2015 bekam das Paar eine gemeinsame Tochter.